# Gold Skies (EP)
Gold Skies là extended play (EP) đầu tiên của DJ và nhà sản xuất thu âm người Hà Lan Martin Garrix. Nó đã được phát hành dưới dạng tải kỹ thuật số vào ngày 8 tháng 7 năm 2014 trên iTunes ở các nước Bắc Mỹ. EP có các đĩa đơn "Animals", "Wizard", "Tremor", "Gold Skies" và "Proxy".

## Đĩa đơn
- "Animals" được phát hành là đĩa đơn đầu tiên của EP vào ngày 17 tháng 6 năm 2013.
- "Wizard" được phát hành là đĩa đơn thứ hai của EP vào ngày 2 tháng 12 năm 2013.
- "Tremor" được phát hành là đĩa đơn thứ ba của EP vào ngày 21 tháng 4 năm 2014.
- "Gold Skies" được phát hành là đĩa đơn thứ tư của EP vào ngày 2 tháng 6 năm 2014.
- "Proxy" được phát hành là đĩa đơn thứ năm và là đĩa đơn cuối cùng của EP vào ngày 2 tháng 7 năm 2014.

## Track listing
Tất cả các bài hát đều được viết và sáng tác bởi Martijn Garritsen (Martin Garrix).
| EP Kỹ thuật số   | EP Kỹ thuật số                                                   | EP Kỹ thuật số                                                                                    | EP Kỹ thuật số                        | EP Kỹ thuật số |
| STT              | Nhan đề                                                          | Sáng tác                                                                                          | Sản xuất                              | Thời lượng     |
| ---------------- | ---------------------------------------------------------------- | ------------------------------------------------------------------------------------------------- | ------------------------------------- | -------------- |
| 1.               | "Gold Skies" (với Sander van Doorn và DVBBS hợp tác với Aleesia) | Sander Ketelaars Martijn Garritsen Christopher Van Den Hoef Alexander Van Den Hoef Alicia Stamkos | Sander van Doorn Martin Garrix DVBBS  | 5:28           |
| 2.               | "Animals"                                                        | Martijn Garritsen                                                                                 | Martin Garrix                         | 5:03           |
| 3.               | "Proxy"                                                          | Martijn Garritsen Jobke Heiblom                                                                   | Martin Garrix Jay Hardway (đồng)      | 4:37           |
| 4.               | "Tremor" (với Dimitri Vegas và Like Mike)                        | Dimitri Thivaios Martijn Garritsen Michael Thivaios                                               | Dimitri Vegas Martin Garrix Like Mike | 4:54           |
| 5.               | "Wizard" (với Jay Hardway)                                       | Martijn Garritsen Jobke Heiblom                                                                   | Martin Garrix Jay Hardway             | 4:41           |
| Tổng thời lượng: | Tổng thời lượng:                                                 | Tổng thời lượng:                                                                                  | Tổng thời lượng:                      | 24:33          |

| CD               | CD                                                               | CD                                                                                                | CD                                        | CD         |
| STT              | Nhan đề                                                          | Sáng tác                                                                                          | Sản xuất                                  | Thời lượng |
| ---------------- | ---------------------------------------------------------------- | ------------------------------------------------------------------------------------------------- | ----------------------------------------- | ---------- |
| 1.               | "Gold Skies" (với Sander van Doorn và DVBBS hợp tác với Aleesia) | Sander Ketelaars Martijn Garritsen Christopher Van Den Hoef Alexander Van Den Hoef Alicia Stamkos | Sander van Doorn Martin Garrix DVBBS      | 5:28       |
| 2.               | "Animals"                                                        | Martijn Garritsen                                                                                 | Martin Garrix                             | 5:04       |
| 3.               | "Proxy"                                                          | Martijn Garritsen Jobke Heiblom                                                                   | Martin Garrix Jay Hardway                 | 4:38       |
| 4.               | "Wizard" (với Jay Hardway)                                       | Martijn Garritsen Jobke Heiblom                                                                   | Martin Garrix Jay Hardway                 | 4:42       |
| 5.               | "Tremor" (với Dimitri Vegas và Like Mike)                        | Dimitri Thivaios Martijn Garritsen Michael Thivaios                                               | Dimitri Vegas Martin Garrix Like Mike     | 4:55       |
| 6.               | "Animals" (Oliver Heldens Remix)                                 | Martijn Garritsen                                                                                 | Martin Garrix Oliver Heldens [a]          | 4:24       |
| 7.               | "Wizard" (Yellow Claw Remix) (with Jay Hardway)                  | Martijn Garritsen Jobke Heiblom                                                                   | Martin Garrix Jay Hardway Yellow Claw [a] | 3:39       |
| 8.               | "Animals" (Victor Niglio và Martin Garrix Festival Trap Mix)     | Martijn Garritsen                                                                                 | Martin Garrix [a] Victor Niglio [a]       | 3:19       |
| Tổng thời lượng: | Tổng thời lượng:                                                 | Tổng thời lượng:                                                                                  | Tổng thời lượng:                          | 36:09      |

Chú thích
- ^[a]  biểu thị một remixer

## Bảng xếp hạng
| Bảng xếp hạng (2014)                          | Vị trí cao nhất |
| --------------------------------------------- | --------------- |
| Album Hoa Kỳ Billboard 200                    | 171             |
| Album Hoa Kỳ Top Dance/Electronic (Billboard) | 6               |
| Album Hoa Kỳ Heatseekers (Billboard)          | 6               |

## Lịch sử phát hành
| Khu vực | Ngày                | Định dạng       | Hãng đĩa                       |
| ------- | ------------------- | --------------- | ------------------------------ |
| Bắc Mỹ  | 8 tháng 7 năm 2014  | Tải kỹ thuật số | Casablanca Spinnin' School Boy |
| Bắc Mỹ  | 12 tháng 8 năm 2014 | CD              | Spinnin' Silent Republic       |